# Psaliodes interrupta
Psaliodes interrupta är en fjärilsart som beskrevs av Paul Dognin 1913. Psaliodes interrupta ingår i släktet Psaliodes och familjen mätare. Inga underarter finns listade i Catalogue of Life.